# Jan III van Ligne
Jan van Ligne († 2 januari 1469) (Frans: Jean de Ligne) was een vooraanstaand edelman en geestelijke uit het Huis Ligne in de Bourgondische Nederlanden en het prinsbisdom Luik. 

## Biografische schets
Jan III was een zoon van Jan II van Ligne (ca.1361-1442) en diens eerste vrouw Eustachie van Barbançon (?-1464), een huwelijk dat al vóór 1380 zou zijn gesloten. Om onbekende redenen koos hij voor een geestelijke loopbaan. Wellicht was hij niet de eerste in lijn voor opvolging.
In 1430 werd hij proost van het Sint-Lambertuskapittel in Luik, een prestigieuze positie, die in veel gevallen leidde tot een benoeming tot prins-bisschop van Luik. Als proost van het domkapittel was hij tevens de plaatsvervanger van prins-bisschop Jan van Heinsberg.
In 1443 trad Jan uit het geestelijk ambt om zijn vader Jan II op te volgen als heer van Ligne en andere Henegouwse en Namense heerlijkheden (Stambruges, Montrœul-sur-Haine en Belœil).
Hij stierf kinderloos in 1468 en werd opgevolgd door zijn neef Jan IV van Ligne, de oudste zoon van zijn broer Michiel.